# Crime Patrol 2: Drug Wars
Crime Patrol 2: Drug Wars is een first-person live-action interactieve film van American Laser Games. Oorspronkelijk kwam het spel uit in 1994 als arcadespel waarbij de bestanden op laserdisc stonden. Later werd het spel geporteerd naar DOS, cd-i en 3DO. In 2000 werden de rechten van het spel opgekocht door Digital Leisure. Zij brachten het spel in 2002 opnieuw uit voor een dvd-speler.
Het spel is de opvolger van Crime Patrol en gebruikt een gelijkaardige spelbesturing. Kritiek op het spel zijn de slechte acteerprestaties, verhaallijnen en cliché-personages.

## Verhaal
De speler bestuurt een agent van het Amerikaans Drug Enforcement Administration. Zijn taak is om een Zuid-Amerikaanse drugsbaron op te sporen en zijn illegale drugshandel volledig te doen stoppen. Daarbij dient hij alle tegenstanders uit te schakelen.
Net zoals in Crime Patrol reist de speler doorheen Amerika. Hij start in Sierra County (New Mexico), om zo via Chicago en de grens tussen Mexico en de Verenigde Staten in Zuid-Amerika te geraken. Daar gaat hij op zoek naar de residentie van de drugsbaron. Op elke locatie dient de speler drie missies uit te voeren. Pas wanneer deze met succes worden beëindigd, reist hij door naar de volgende locatie. Het verhaal is afgelopen wanneer de drugsbaron werd uitgeschakeld.

## Spelbesturing
In het originele arcadespel gebruikt de speler een lichtpistool. Hij dient het pistool op vijanden te richten om deze vervolgens neer te schieten. Datzelfde pistool wordt ook gebruikt om het geweer bij te laden, de missies te kiezen, om instellingen te wijzigen... De speler verliest een leven wanneer hij wordt geraakt door een vijand of wanneer hij onschuldige mensen neerschiet. Het aantal kogels in het geweer is beperkt, maar kan hij onbeperkt bijladen.
Op andere computersystemen wordt gebruikgemaakt van de computermuis of een additioneel lichtpistool.

## Platforms
| Jaar | Platform |
| ---- | -------- |
| 1993 | arcade   |
| 1994 | DOS      |
| 1995 | 3DO      |
| 1996 | cd-i     |
| 2008 | Windows  |

## Ontvangst
| Beoordeeld door       | Platform | Datum           | Score |
| --------------------- | -------- | --------------- | ----- |
| Coming Soon Magazine  | DOS      | maart 1995      | 76%   |
| PC Gamer              | DOS      | juni 1995       | 73%   |
| PC Games (Duitsland)  | DOS      | april 1995      | 67%   |
| 7Wolf Magazine        | Windows  | 17 oktober 2003 | 65%   |
| Electric Playground   | 3DO      | 3 oktober 1995  | 60%   |
| GamePro (USA)         | 3DO      | november 1995   | 60%   |
| PC Player (Duitsland) | DOS      | maart 1995      | 55%   |
| Game Zero             | 3DO      | maart 1996      | 40%   |
| Power Play            | DOS      | april 1995      | 21%   |
| Joystick (Frans)      | DOS      | april 1995      | 10%   |